# Tramway de Venise
Le Tramway de Venise est un système de transport en commun urbain de type tramway sur pneumatiques à propulsion électrique, guidé par un rail central et composé de deux lignes circulant principalement dans trois municipalités de terre ferme (Marghera, Mestre et Favaro Veneto) de la commune italienne de Venise, avec aussi une station (Piazzale Roma) desservant son centre historique et touristique situé au milieu de la lagune de Venise. La première section de son réseau actuel, exploité par l'Azienda del Consorzio Trasporti Veneziano (Actv S.p.A.), est mise en service en 2010, la plus récente en 2015.

## Historique
Le centre urbain de Mestre (administrativement une partie de Venise depuis 1926) avait déjà bénéficié d’un service de tramway entre 1891 et 1938, d’abord à traction animale, puis à vapeur et enfin électrique. Mestre était aussi desservi jusqu'en 1954 par une branche Malcontenta-Mestre du tramway Padoue-Malcontenta-Fusina.
Toujours sur le territoire municipal de Venise, sur l’île du Lido et de 1907 à 1940, existe une ligne de tramway, remplacée en 1941 par la volonté de la municipalité par un réseau de trolleybus, démantelé à son tour en 1966.
La première proposition de reconstruction d’un nouveau réseau de tramway dans la commune de Venise remonte à 1992.

## Caractéristiques

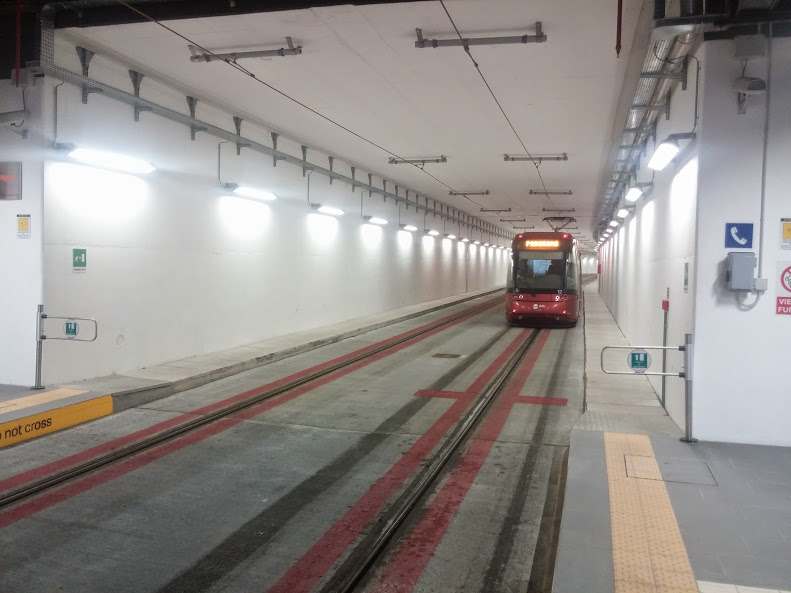
Une rame venant de quitter la station souterraine Stazione FS et se dirigeant vers Marghera.

Le nouveau réseau est composé de deux lignes à l'air libre, sauf dans un tunnel incluant la station Stazione FS (la seule en souterrain du réseau) aménagé sur l'ancienne section de la ligne T1 devenue ligne T2 pour franchir la large emprise des voies de chemin de fer à proximité de la gare de Mestre (à la limite entre Mestre et Marghera). Les aménagements en site propre sont rares, les rames circulent sur une voirie partagée avec les autres usagers routiers, sur la plus grande partie du parcours des lignes. Le matériel roulant, sur pneumatiques, est de type Translohr de première génération (THR1) à quatre caisses (STE4). Sa livrée est rouge vénitien.